# 드럼콘드라 FC
드럼콘드라 FC(영어: Drumcondra FC)는 더블린의 드럼콘드라(Drumcondra)를 연고로 하는 아일랜드의 축구 클럽이다. 현재는 리그 오브 아일랜드 렌스터 시니어 리그에 참가하고 있다.

## 성적
- 리그 오브 아일랜드 우승 5회 (1947-48, 1948-49, 1957-58, 1960-61, 1964-65)
- FAI컵 우승 5회 (1926-27, 1942-43, 1945-46, 1953-54, 1956-57)
- 리그 오브 아일랜드 실드 우승 4회 (1945-46, 1946-47, 1950-51, 1961-62)